# مكادي نحاس
مكادي سالم النحاس فنانة أردنية (مواليد عام 1977) من مدينة مادبا. تغني التراث العربي المشرقي والأردني بشكل عصري، حيث استطاعت أن تشكل عبر تجربتها الغنائية حالة نوعية من خلال ما قدمته من أعمال كلاسيكية وتراثية. شاركت في عدة أعمال مسرحية، ومهرجانات وفعاليات داخل وخارج الأردن خلال السنوات السابقة. كما أنّها ابنة السياسي الأردني سالم النحاس.

## الحياة المهنية
تأثرت مكادي بالمدرسة الرحبانية منذ الصغر وعشقت فيروز وغنت لها لما تملك من صوت متعدد الطبقات مساحاته واسعة ليصنفها كثيرون ضمن دائرة الفيروزيات. شاركت المرة الأولى عام 1997 من خلال فرقة «النغم الأصيل» الأردنية التي كانت المغنية الرئيسية فيها خلال العطلة الصيفية أثناء دراستها للأدب الإنجليزي في جامعة دمشق وكانت أيضا بنفس الفترة في سورية أحد أعضاء فرقة «كلنا سوا» التي قدمت فيما بعد أغاني تراثية ناجحة على الساحة الفنية العربية.
منذ عام 1999 انتقلت مكادي نحاس لدراسة الموسيقى في المعهد الوطني العالي للموسيقى ببيروت، وفي لبنان أقامت مكادي مجموعة من الحفلات الغنائية في أرقى المراكز في لبنان. كما شاركت في العديد من الأعمال المسرحية مع عدد من الفرق اللبنانية مثل فرقة كريم دكروب وفرقة السنابل وأحمد الزين ووليد فخر الدين وبرنامج كبار زغار لتلفزيون المستقبل إضافة إلى تسجيل العديد من المشاركات للبرامج الإذاعية والتلفزيونية المختلفة، شاركت مكادي نحاس في عدة فعاليات داخل الأردن منها مهرجان جرش 2003 ومهرجان الأردن، وحفلات في لبنان ومصر والإمارات وغيرها.

## إصدارات
ذهبت مكادي إلى بغداد وأنتجت قرص "CD" يتضمن 6 أغنيات تراثية عراقية بتوليفة جديدة من توزيع قائد الاوركسترا الوطنية العراقي الفنان محمد أمين عزت. وصدر لها أيضا، إصدار اسمه: خلخال، وإصدار آخر خاص بالأطفال هو «جوا الأحلام».

## وصلات خارجية
- صفحة مكادي الرسمية على موقع "فيسبوك".  على فيسبوك.
- أغنية "يما مويل الهوا" من تراث بلاد الشام، أعادت غنائها مكادي. على يوتيوب
- أغنية "زغيرون" من تراث العراق، أعادت غنائها مكادي. على يوتيوب